# Hemitriccus rufigularis
Falso-tódi-de-garganta-fulva ou maria-de-garganta-camurça (Hemitriccus rufigularis) é uma espécie de ave da família Tyrannidae.
Pode ser encontrada nos seguintes países: Bolívia, Equador e Peru. Seus habitats naturais são: regiões subtropicais ou tropicais húmidas de alta altitude. Está ameaçada por perda de habitat.